# Brachytegma
Brachytegma là một chi bướm đêm thuộc họ Noctuidae.